# Claud-Jones-Klasse
Die Claud-Jones-Klasse war eine Klasse von vier Geleitzerstörern der United States Navy und später der Indonesischen Marine.

## Allgemeines
Die Claud-Jones-Klasse waren eine dieselgetriebene Version der Dealey-Klasse und wurde mit dem Ziel entworfen, ein billigeres Schiff zu produzieren, das für eine schnelle Produktion in Kriegszeiten geeignet war. Sie verfügte im Vergleich zu ihrer Vorgängerklasse über eine reduzierte Bewaffnung und Geschwindigkeit. Die vier bis 1960 in Dienst gestellten Einheiten wurde von der amerikanischen Marine bis 1974 eingesetzt und dann an Indonesien verkauft, welche sie als Samadikun-Klasse bis 2003 einsetzte.

## Liste der Schiffe
| Name                        | Bauwerft                     | Kiellegung        | Stapellauf    | Indienststellung  | Verbleib                                                    |
| --------------------------- | ---------------------------- | ----------------- | ------------- | ----------------- | ----------------------------------------------------------- |
| USS Claud Jones (DE-1033)   | Avondale Shipyard, Louisiana | 1. Juni 1957      | 27. Mai 1958  | 16. November 1958 | Verkauft an Indonesien, als KRI Monginsidi (343) 1974–2003  |
| USS John R. Perry (DE-1034) | Avondale Shipyard, Louisiana | 1. Oktober 1957   | 29. Juli 1958 | 12. Januar 1959   | Verkauft an Indonesien, als KRI Samadikun (341) 1973–2003   |
| USS Charles Berry (DE-1035) | Avondale Shipyard, Louisiana | 3. September 1957 | 17. März 1959 | 25. November 1960 | Verkauft an Indonesien, als KRI Martadinata (342) 1974–2003 |
| USS McMorris (DE-1036)      | Avondale Shipyard, Louisiana | 1. Oktober 1957   | 26. Mai 1959  | 4. März 1960      | Verkauft an Indonesien, als KRI Ngurah Rai (344) 1974–2003  |